# باشگاه فوتبال کالتور یابرا
باشگاه فوتبال کالتور یابرا به عنوان باشگاه ورزشی یابرا در سال ۱۹۷۴ تأسیس شد و سه بار قهرمان لیگ برتر فوتبال بلیز شد.